# Carlos Tobalina
Carlos Tobalina Aspirez, né le 2 août 1985 à Castro-Urdiales, est un athlète espagnol, spécialiste du lancer de poids.

## Carrière
Son club est le FC Barcelone. En 2016, il devient champion d'Espagne en salle avec un lancer à 20,50 m, ce qui le qualifie pour les Jeux olympiques de Rio.
Il termine deuxième de la Coupe d'Europe hivernale des lancers 2017 à Las Palmas, avec un record personnel porté à 20,57 m.

## Palmarès
| Date | Compétition                       | Lieu      | Résultat | Marque  |
| ---- | --------------------------------- | --------- | -------- | ------- |
| 2014 | Championnats d'Europe             | Zürich    | 9e       | 20,04 m |
| 2016 | Championnats du monde en salle    | Portland  | 10e      | 19,86 m |
| 2016 | Championnats d'Europe             | Amsterdam | 10e      | 19,85 m |
| 2017 | Championnats d'Europe par équipes | Lille     | 7e       | 19,57 m |
| 2018 | Jeux méditerranéens               | Tarragone | 8e       | 19,28 m |
| 2019 | Championnats d'Europe par équipes | Bydgoszcz | 9e       | 19,28 m |

## Records
| Épreuve | Épreuve   | Temps   | Lieu           | Date         |
| ------- | --------- | ------- | -------------- | ------------ |
| Poids   | Plein air | 20,57 m | Grande Canarie | 12 mars 2017 |
| Poids   | En salle  | 20,50 m | Madrid         | 5 mars 2016  |